# مؤسسه پژوهش رسانه‌ای خاورمیانه
مِمِری، کوتاه‌شده نام انگلیسی مؤسسه پژوهش رسانه‌ای خاورمیانه (به انگلیسی: Middle East Media Research Institute)، یک سازمان غیردولتی بین‌المللی تحقیقات رسانه در منطقه خاورمیانه است که دفتر مرکزی آن در واشینگتن دی‌سی در ایالات متحده آمریکا قرار دارد و دارای دفاتری در شهرهای اورشلیم، برلین، لندن، رم، شانگهای و توکیو است.
مِمِری که به عنوان مرکزی برای ترجمه برخی از مطالب رسانه‌های نوشتاری و تصویری عموماً عرب‌زبان و فارسی‌زبان به زبان‌های اروپایی فعالیت می‌کند، در فوریه ۱۹۹۸ به وسیله عضو سابق سازمان ضداطلاعات ارتش اسرائیل، سرهنگ ایگال کارمون و میراو وورمسر، نویسنده و عضو اسرائیلی انستیتوی هادسون در واشینگتن دی‌سی بنیان‌گذاری شد.

## انتقادات
به دفعات متعدد، نویسندگان عرب و برخی اوقات اروپایی، از مِمِری به عنوان وسیله‌ای تبلیغاتی در خدمت منافع «دولت اسرائیل» یاد کرده‌اند.